# Route départementale 130 (Doubs)
Pour les articles homonymes, voir Route départementale 130.
La route départementale 130,, (D130 ou RD130) est une route départementale du Doubs (25) qui relie Houtaud à Doubs, réalisant ainsi le contournement nord de Pontarlier.

## Itinéraire
- Houtaud
- Pontarlier
- Doubs

## Route à grande circulation
La RD 130 est classée en route à grande circulation par décret du 3 juin 2009.

## Trafic
Le tableau suivant montre le trafic moyen journalier annuel (en véhicules par jour) :
| Dates | Sections                       | Sections                      | Sections                        |
| Dates | RD 437 (Doubs) - RD 74 (Doubs) | RD 74 (Doubs) - RN 57 (Doubs) | RN 57 (Doubs) - RD 72 (Houtaud) |
| ----- | ------------------------------ | ----------------------------- | ------------------------------- |
| 2014  |                                | 10 153                        |                                 |
| 2015  | 4 543                          | 11 237                        | 7 296                           |
| 2016  | 4 457                          | 9 825                         | 6 943                           |
| 2017  | 4 247                          |                               | 6 484                           |